# 伊德里斯王朝
伊德里斯王朝（阿拉伯语： al-Adārisah）是788年至974年统治摩洛哥北部的穆斯林王朝，由阿拉伯贵族伊德里斯·本·阿卜杜拉建立，都城为非斯。普遍认为伊德里斯王朝是摩洛哥历史上的首个统一王朝，是摩洛哥国家的开端。
王朝的建立者伊德里斯是先知穆罕默德堂弟阿里的后裔，其亲族在阿拔斯王朝建立后叛乱失败而四散。伊德里斯逃亡摩洛哥，和当地的柏柏尔部落结盟，于788年建立伊德里斯王朝。王朝在伊德里斯及其子伊德里斯二世治下发起领土扩张，控制今摩洛哥北部和阿尔及利亚西部。受益于跨撒哈拉贸易，伊斯兰教和阿拉伯文化也得以在城市地带传播。伊德里斯二世离世后，王朝因内乱而衰落，一度不敌新兴的法蒂玛王朝而亡国，存续部分也难以恢复昔日势力，最终在974年亡于西班牙的后伍麦叶王朝。

## 歷史

### 建立
8世纪后半叶，西北非地区由于739年至740年哈瓦利吉派领导的柏柏尔大起义，已经处于独立自治的状态，仅仅在名义上归属于阿拉伯伍麦叶王朝的统治。750年建立的阿拔斯王朝未能在西北非重建统治:41，摩洛哥本土的柏柏尔部落和贵族兴起，在各地建立统治，例如大西洋海岸的巴尔加瓦塔邦联和东部西吉尔马萨的米德拉尔王朝等。

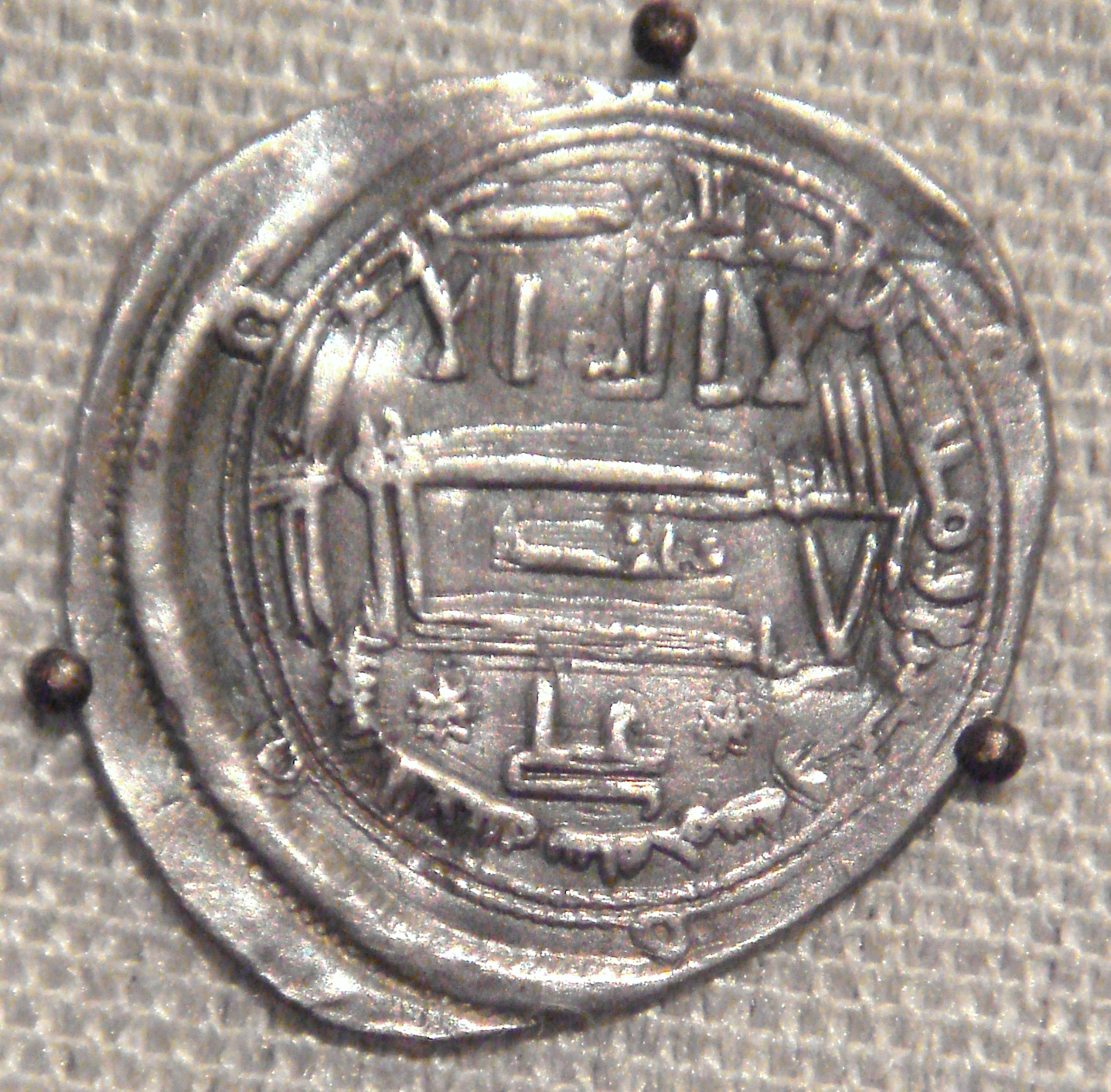
伊德里斯王朝所铸之硬幣（840年），刻有阿里·本·阿比·塔利卜之名

伊德里斯王朝的建立者是阿拉伯的阿里王族伊德里斯·本·阿卜杜拉，祖先可以追溯到阿里·本·阿比·塔利卜及其妻子、先知穆罕默德之女法蒂瑪。786年，阿拔斯王朝军队和阿里王族支持者在麦加近郊打响法赫赫战役，阿里王族战败流亡，伊德里斯因而向西逃亡，进入马格里布。他先是抵达了当时摩洛哥地区最重要的城市丹吉尔，又在788年定居在瓦利利（拉丁语称瓦卢比利斯）一带:51。瓦利利当地的奥拉巴部落（Awraba）收留了伊德里斯，并尊他为伊玛目:51:81。在670年代至680年代，奥拉巴部落曾支持过库赛拉反抗伍麦叶王朝侵略的战争。到8世纪后半叶，他们已在摩洛哥北部定居，领袖伊沙克（Ishak）在瓦利利的罗马旧城建有基地。奥拉巴部落此时已皈依伊斯兰教，但当地绝大多数其他部落都是基督教、犹太教、哈瓦利吉派或本土异教信徒。奥拉巴部落意图借由拥立阿里王族为宗教领袖提升其政治地位。伊德里斯也积极参与奥拉巴部落的政治活动，并致力于征服周边的基督教和犹太教部落，以此宣示权威。789年，他在瓦利利的东南部建立新定居地，作为新的市集城镇，称为梅迪纳特-法斯，亦即后世所知之非斯。791年，伊德里斯遭阿拔斯王朝派出的特务投毒而身亡。他的妻子坎扎（Lalla Kanza bint Uqba al-Awrabi）在他离世两个月后诞下一子，成为后来的伊德里斯二世。在伊德里斯二世掌权之前，政权由伊德里斯一世的仆人、心腹拉希德摄政。801年，拉希德也遭阿拔斯王朝派人刺杀。第二年，11岁的伊德里斯二世正式成为新任伊玛目:51。
伊德里斯一世时期，王朝的疆域覆盖了摩洛哥北部的大部分地区，向东延伸到特莱姆森地区，但伊德里斯一世完全依赖奥拉巴部落的支持。为了削弱奥拉巴部落的权力，伊德里斯二世在掌权后开放阿拉伯移民，并指派两位阿拉伯大臣任維齊爾和卡迪的要职。就此，伊德里斯二世完成了由受部落拥立者到真正的部落领导者角色的转换。奥拉巴部落领袖伊沙克因而密谋同伊夫起亚的阿格拉布王朝合作，试图刺杀伊德里斯二世无果，反而被伊德里斯二世处死。809年，伊德里斯二世迁都非斯，离开了奥拉巴部落掌控的瓦利利，并在非斯建立新定居点，称为阿利亚（Al-'Aliya）。新都非斯在伊德里斯二世统治时期得到扩张和发展，迎来两波移民潮：第一波是在818年，来自科尔多瓦；第二波在824年，来自伊夫起亚。由此，非斯成为一座阿拉伯人占主导地位的城市。828年，伊德里斯二世离世，其王朝的领土东达今阿尔及利亚西部，南至摩洛哥南部的苏斯地区，成为摩洛哥地区最为显赫的国家:51-52:86。同时存在于此地区的政权还有西吉尔马萨、巴加尔瓦塔邦联和内科尔王国，影响力都难以与伊德里斯王朝相比:51-52:86。

### 伊德里斯二世的后继者

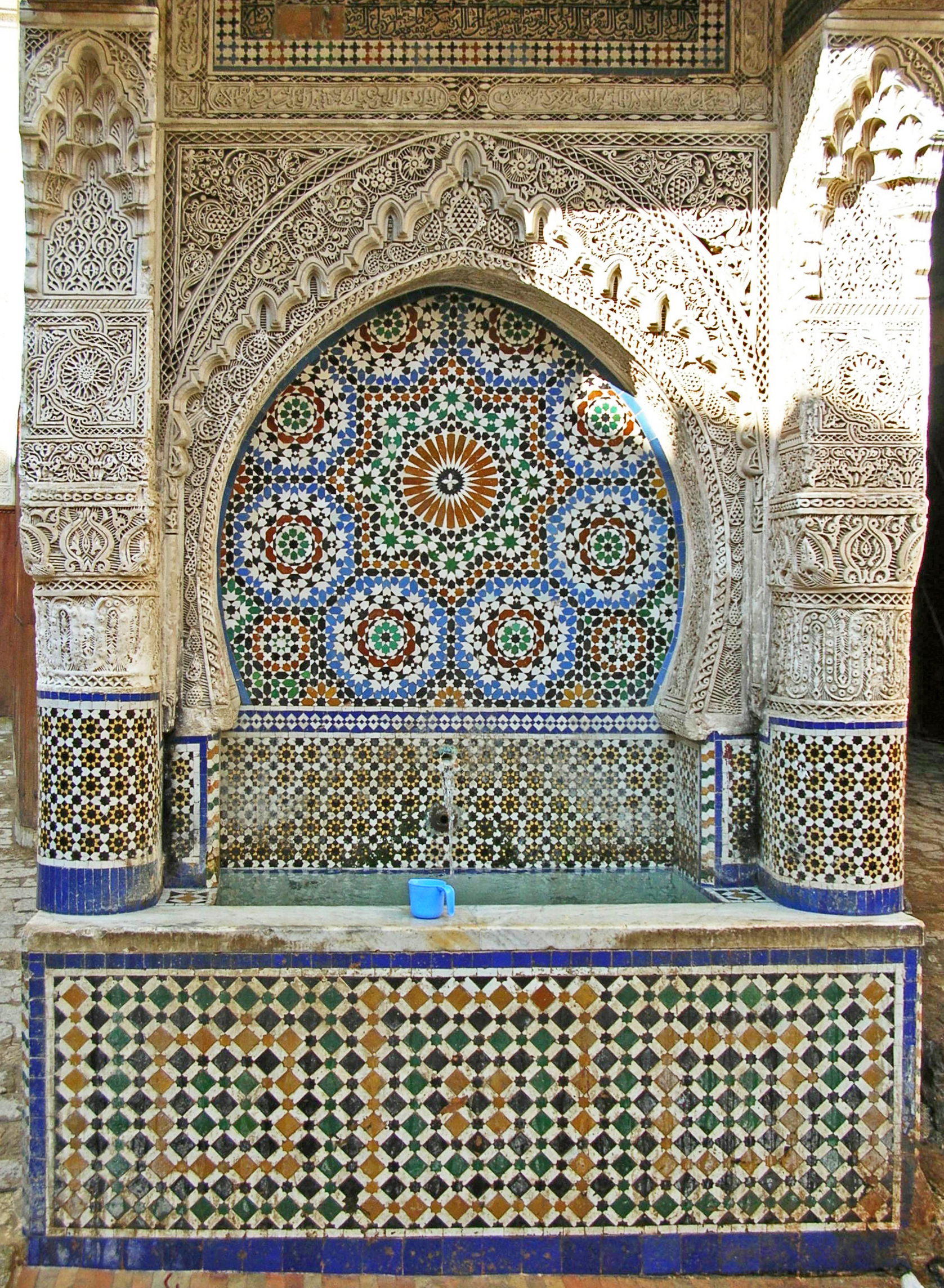
非斯內贾林（Place Nejjarine）的嘖水池，可追溯到伊德里斯王朝。

伊德里斯二世离世后，其王朝慢慢走向衰落。在伊德里斯二世之子穆罕默德统治时期，余下国土被七位王族瓜分，由此在阿尔及利亚西部和摩洛哥地区就形成了八个由伊德里斯王朝成员统治的小国，穆罕默德本人的统治范围仅限于非斯，其兄弟仅仅在名义上承认其统治权。其中一位王族伊萨以西北部的谢拉为中心，统治了布賴格賴格河流域的沿海地区。伊萨在穆罕默德即位后不久便反叛，穆罕默德指派另外一位王族奥马尔前去镇压。奥马尔的势力范围在里夫山脉一带。奥马尔镇压了伊萨的叛乱，又转而向北讨伐另一位王族卡西姆。卡西姆的统治区域在丹吉尔一带，他拒绝效忠穆罕默德，未派兵对抗伊萨，招致讨伐。卡西姆兵败，逃往附近的阿西拉，在周边一带定居。完成两次内部征讨的奥马尔因此得到奖赏，得以统治丹吉尔地区。奥马尔在835年9月或10月逝世，子阿里·本·奥马尔继承其领地；穆罕默德在7个月后逝世，其子阿里·本·穆罕默德即位，统治了13年（836年至849年）。阿里·本·穆罕默德的才干尚可，在其统治期间，王朝的统治保持了安定。此后的叶海亚的统治时代也大体处于安宁和平。
在这一时期，穆斯林掌控了跨撒哈拉贸易（柏柏尔裔为主），令摩洛哥地区的城镇受益，伊斯兰教和阿拉伯文化也顺势传播。非斯成为重要的宗教中心:52。在叶海亚治下，大量阿拉伯移民来到摩洛哥。著名的卡鲁因清真寺和安达卢斯清真寺也在此期间完工。尽管如此，阿拉伯文化和伊斯兰宗教仅在城镇地区有一定影响，摩洛哥广大的村落人口仍然使用柏柏尔语言，沿袭着异教崇拜。伊德里斯王朝的统治也仅仅在城镇地区堪称有效，在乡野地区的权力很小:52。在随后的时代，伊德里斯王朝也逐渐柏柏尔化，其成员和泽纳塔部落交流甚密。根据伊本·古泰拜的记载，伊德里斯家族的习俗到870年代已经柏柏尔化。到11世纪，柏柏尔化越发加深，王族已经融入当地的柏柏尔社会。

### 衰落与覆亡
863年，叶海亚离世，叶海亚二世即位。叶海亚二世的统治十分脆弱，国土再度被王族瓜分。叶海亚二世在866年突然逃出其宫殿，随后丧命，死因不明。随后非斯陷入混乱，由阿里·本·奥马尔夺权。阿里·本·奥马尔便是在穆罕默德时代帮助镇压叛乱的王族奥马尔之子。868年，非斯地区的三个哈瓦利吉派部落组成联盟，反抗伊德里斯王朝，领袖是阿卜杜勒-拉扎克（Abd al-Razzaq）。他们从塞夫鲁出发，击败了阿里的军队从而进占非斯。阿里拒不投降，另一位穆罕默德时代的王族卡西姆之子叶海亚·本·卡西姆率军重夺非斯，从而篡位:52，后世也称为叶海亚三世。叶海亚三世令国土重归统一，并继续率兵和反叛部落作战。905年，奥马尔之孙叶海亚·本·伊德里斯叛乱，叶海亚三世在内乱中阵亡。叶海亚·本·伊德里斯即位，又称叶海亚四世。
正值此时，东部崛起的法蒂玛王朝不断向西扩张，意图控制摩洛哥地区。917年，法蒂玛王朝和当地的反叛部落结盟，攻克非斯，迫使叶海亚四世效忠法蒂玛王朝。919年或921年:63，叶海亚四世遭罢黜，表兄弟穆萨（Musa ibn Abul 'Afiya）掌权，向法蒂玛王朝称臣。卡西姆之孙哈桑在925年攻占非斯，一度令伊德里斯王朝解放，但在927年遭击败而身亡。这也是伊德里斯王朝最后一次在非斯掌权。
反叛的米克纳萨（Miknasa）部落开始在伊德里斯的故土全境清剿王朝余部。王族成员流亡至北部的哈贾尔-纳赛尔要塞，米克纳萨部落围攻未果，内乱迭起。931年，统治者穆萨转而投奔西班牙的后伍麦叶王朝，以换取更大自主权。法蒂玛王朝派将领胡迈德（Humayd ibn Yasal）讨伐穆萨，在933年迫使穆萨投降，重归法蒂玛王朝统治:63。趁此期间，伊德里斯王朝得到喘息机会，击退了米克纳萨部落的围剿。穆萨在法蒂玛王朝撤军后再度投奔伍麦叶王朝，迈苏尔（Maysur）将军率军再度征讨穆萨。穆萨闻信出逃，被伊德里斯王族捕杀。
伊德里斯王族随后定居在里夫山区，和吉巴拉部落共处，同样反复向法蒂玛和后伍麦叶王朝之一称臣，以哈贾尔-纳赛尔要塞为权力中心统治当地。伍麦叶王朝希望进驻丹吉尔，遭伊德里斯王族领袖阿布·艾什·艾哈迈德拒绝，他原本效忠于伍麦叶哈里发。两方兵戎相见，艾哈迈德战败撤退，伍麦叶王朝进占摩洛哥北部，伊德里斯王族撤退至仅剩的巴斯拉（Basra）和阿西拉（Asilah）两处领地。艾哈迈德最终逃往安达卢斯，由哈桑·本·盖农即位。958年，法蒂玛王朝派大将乔哈尔入侵摩洛哥。乔哈尔的军队势如破竹，令伊德利斯王族再度归顺:75。但随后乔哈尔率军转向埃及，伍麦叶王朝趁乱卷土重来，于973年进入摩洛哥，伊德里斯王族被悉数驱逐，哈桑也被囚禁在科尔多瓦。
摩洛哥的伊德里斯王族余部向伍麦叶王朝称臣，哈桑逃往法蒂玛王朝统治下的埃及。979年，法蒂玛王朝的伊夫起亚总督布卢金·本·齐里率军再度攻占摩洛哥。985年，哈桑在法蒂玛王朝支持下重回摩洛哥，却再度被阿尔曼索尔的人马击败，并在逃往科尔多瓦途中遇刺。这也意味着伊德里斯王朝的终结；伍麦叶王朝得以统治摩洛哥北部。11世纪，伍麦叶王朝覆亡，泽纳塔部落民兴起，各占一方:91:82，在11世纪后期由桑哈贾部落的穆拉比特王朝统一:91。

### 后世影响

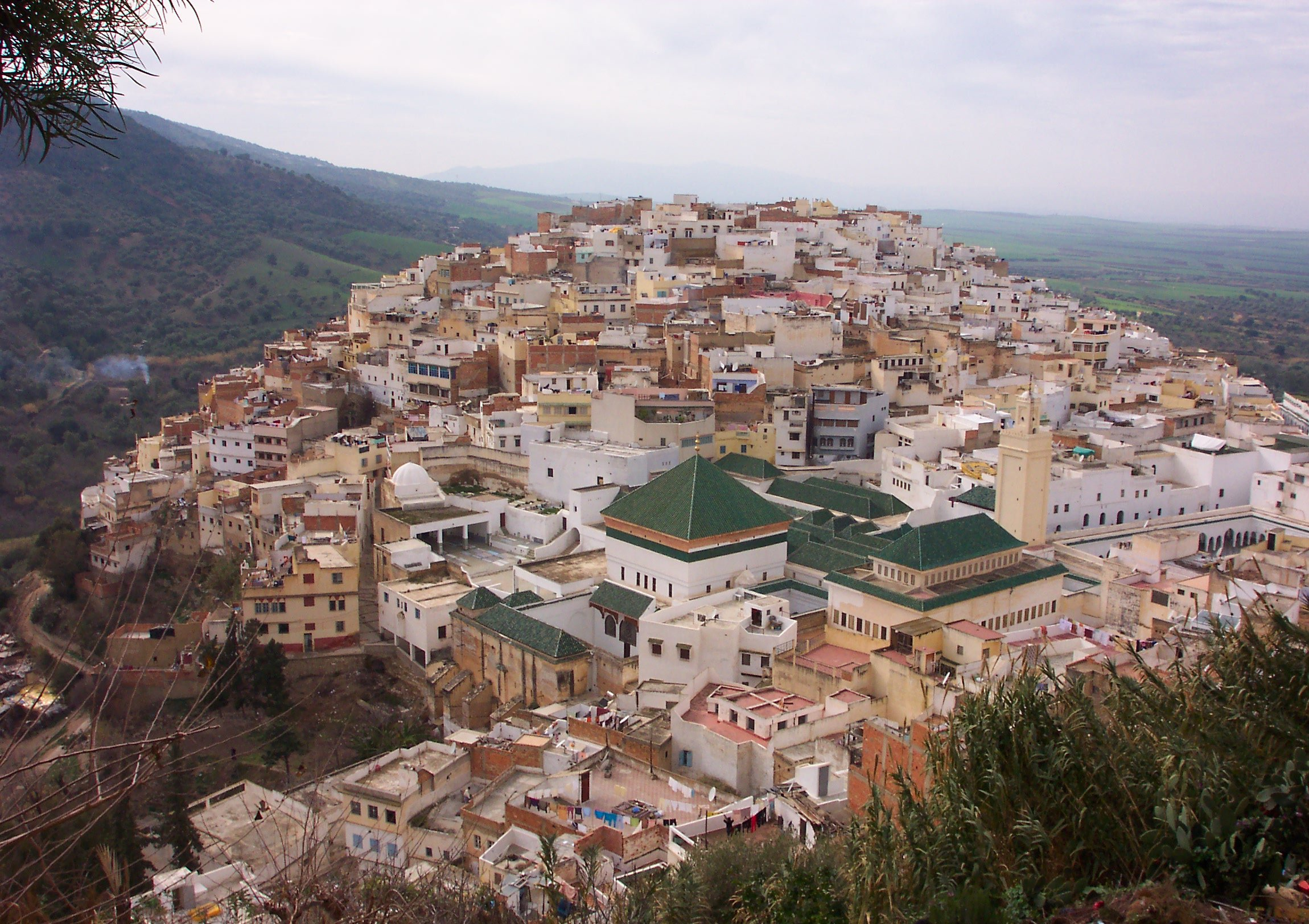
摩洛哥北部小镇穆莱-伊德里斯，其中绿色屋顶建筑即是伊德里斯一世的陵寝

尽管失去在摩洛哥的权力，伊德里斯王朝的后续分支仍然存续:488。今日有一些摩洛哥家族自称是伊德里斯的后裔。11世纪，伊德里斯二世之子奥马尔的后代建立哈穆德王朝，一度掌控摩洛哥北部和西班牙南部的部分城市。
伊德里斯一世和伊德里斯二世的陵寝分别坐落在在穆莱-伊德里斯和非斯，已经成为重要的宗教朝圣地。

## 宗教
大英百科全书：“尽管伊德里斯一世同情什叶派，这个由其子创建的国度在宗教学说上仍然属于逊尼派。”主要的文献材料和一些当代学者也认为伊德里斯王朝属逊尼派，但也有当代研究认为其属于什叶派或宰德什叶派，很有可能是出于政治派系归属因素。有批评认为这一主张混淆了什叶派信仰和阿里王族政治运动的区别，因为当时还不存在同逊尼派分立的成熟的什叶派信仰。伊德里斯王朝在当时和阿拔斯王朝敌对。

## 君主世系

### 統治者
- 伊德里斯一世（788–791）
- 伊德里斯二世（791–828）
- 穆罕默德·本·伊德里斯（828–836）
- 阿里·本·穆罕默德，是為「阿里一世」（836–849）
- 叶海亚·本·穆罕默德，是為「叶海亚一世」（849–863）
- 叶海亚·本·叶海亚，是為「叶海亚二世」（863–866）[9][8]
- 阿里·本·奥马尔，是為「阿里二世」（866–？）[9][8]
- 叶海亚·本·卡西姆，是為「叶海亚三世」（？–905）[9][8]
- 叶海亚·本·伊德里斯·本·奥马尔，是為「叶海亚四世」（905–919或921）[9][8][2]:63
- 法蒂瑪王朝臣属（919-925）
- 哈贾姆·哈桑·本·穆罕默德·本·卡西姆，是為「哈桑一世」（925–927），最后一位统治非斯的埃米尔

伊德里斯王朝在摩洛哥北部的余部：
- 卡西姆·盖农（937-948）
- 阿布·艾什·艾哈邁德（948-954）
- 哈桑·本·盖農，是為「哈桑二世」（954–974）[9]

### 分支
- 安达卢斯的哈穆德王朝（英语：Hammudid dynasty）（1016–1058）
- 摩洛哥伊德里斯王朝，朱泰（Joutey）分支（1465–1471）
- 舍夫沙萬的拉希德家族，阿拉米（Alami）分支（1471–1561）
- 阿西爾伊德里斯埃米尔国（1906–1934）
- 利比亞塞努西教團（英语：Senussi）（1918–1969）

### 书目
- Ibn Abi Zar, Rawd al-Qirtas （含王朝年表）
- Charles-André Julien, Histoire de l'Afrique du Nord, des origines à 1830, Payot 1994.